# Amata egenaria
Amata egenaria là một loài bướm đêm thuộc phân họ Arctiinae, họ Erebidae.